# Санду, Мирча
Мирча Траян Санду (рум. Mircea Traian Sandu род. 22 октября 1952, Бухарест) — румынский футболист, игрок сборной Румынии. Почётный гражданин Бухареста (1994).

## Карьера
Мирча Санду по прозвищу "Nașul" (Крестный отец) родился 22 октября 1952 года в Бухаресте и начал заниматься футболом на юношеском уровне в командах «Școala Sportivă 2 București» и «Прогресул». Он дебютировал в Высшем дивизионе 30 августа 1970 года, играя за «Прогресул» в победе 1:0 против «ЧФР». 
В следующем сезоне он перешел играть за «Спортул Студенцеск» в Первом дивизионе, где забил 15 голов в 28 матчах и помог команде завоевать повышение в первую лигу. Следующие 14 сезонов Санду выступал за «Спортул Студенцеск» в Высшем дивизионе, также представляя клуб в 6 матчах Кубка УЕФА, в которых он забил два гола и помог клубу выиграть Кубок Балкан 1979/80 годов После периода, проведенного в «Спортул Студенцеск», Санду в течение одного сезона выступал за футбольный клуб «Глория», а его последнее появление в Высшем дивизионе произошло 21 сентября 1987 года в победе 1:0 над «Университатя», в которой он забил гол. Со 167 голами, забитыми в 408 матчах в чемпионате Румынии, он занимает седьмое место в таблице бомбардиров всех времен. 
После завершения игровой карьеры Санду был президентом Румынской федерации футбола с 1990 по 2014 год.